# Bowdon Club
Bowden Club is een hockey- Cricket- en Squashclub uit de Engelse plaats Altrincham (Greater Manchester).
De geschiedenis van Bowden gaat terug tot het jaar 1887 toen er voor het eerst door een aantal mannen werd gehockeyd. Pas vanaf de jaren 80 konden er ook vrouwen op de club komen hockeyen. Door de fusie met Hightown HC in 2002 wordt er door de vrouwen gespeeld onder de naam Bowden Hightown. De mannen spelen wel onder de naam Bowden. Beide teams komen uit op het hoogste niveau.